# 克拉斯諾皮利亞 (霍洛瓦尼夫斯克區)
克拉斯諾皮利亞（烏克蘭語：Краснопілля），是烏克蘭的村落，位於該國中部基洛夫格勒州，由霍洛瓦尼夫斯克区負責管轄，始建於1763年，面積1.91平方公里，海拔高度138米，2001年人口280，人口密度每平方公里147人。